# (10572) Kominejo
(10572) Kominejo – planetoida z pasa głównego asteroid okrążająca Słońce w ciągu 3,21 lat w średniej odległości 2,18 j.a. Została odkryta 8 listopada 1994 roku przez japońskiego astronoma amatora Satoru Ōtomo. Nazwa planetoidy pochodzi od zamku Kominejo w mieście Shirakawa.